# Circourt-sur-Mouzon
Circourt-sur-Mouzon – miejscowość i gmina we Francji, w regionie Grand Est, w departamencie Wogezy.
Według danych na rok 1990 gminę zamieszkiwało 230 osób, a gęstość zaludnienia wynosiła 22 osób/km² (wśród 2335 gmin Lotaryngii Circourt-sur-Mouzon plasuje się na 815. miejscu pod względem liczby ludności, natomiast pod względem powierzchni na miejscu 574.).